# London Street Management
London Street Management er en afdeling i myndigheden Transport for London med ansvar for hovedvejene i London. Hovedvejnettet omfatter 580 km med såkaldte "røde ruter", let genkendelige med sine unikke (i Storbritannien) røde skilte.
London Street Management administrerer trafikafgiften, en afgift som gælder bilister når de kører ind i London centrum.
Myndigheden har også ansvar for alle Londons 4600 trafiklysanlæg. Andre veje i London er bydelenes ansvarsområde.

## Eksterne links
- Officielle hjemmeside